# Wasserturm (Hannover)

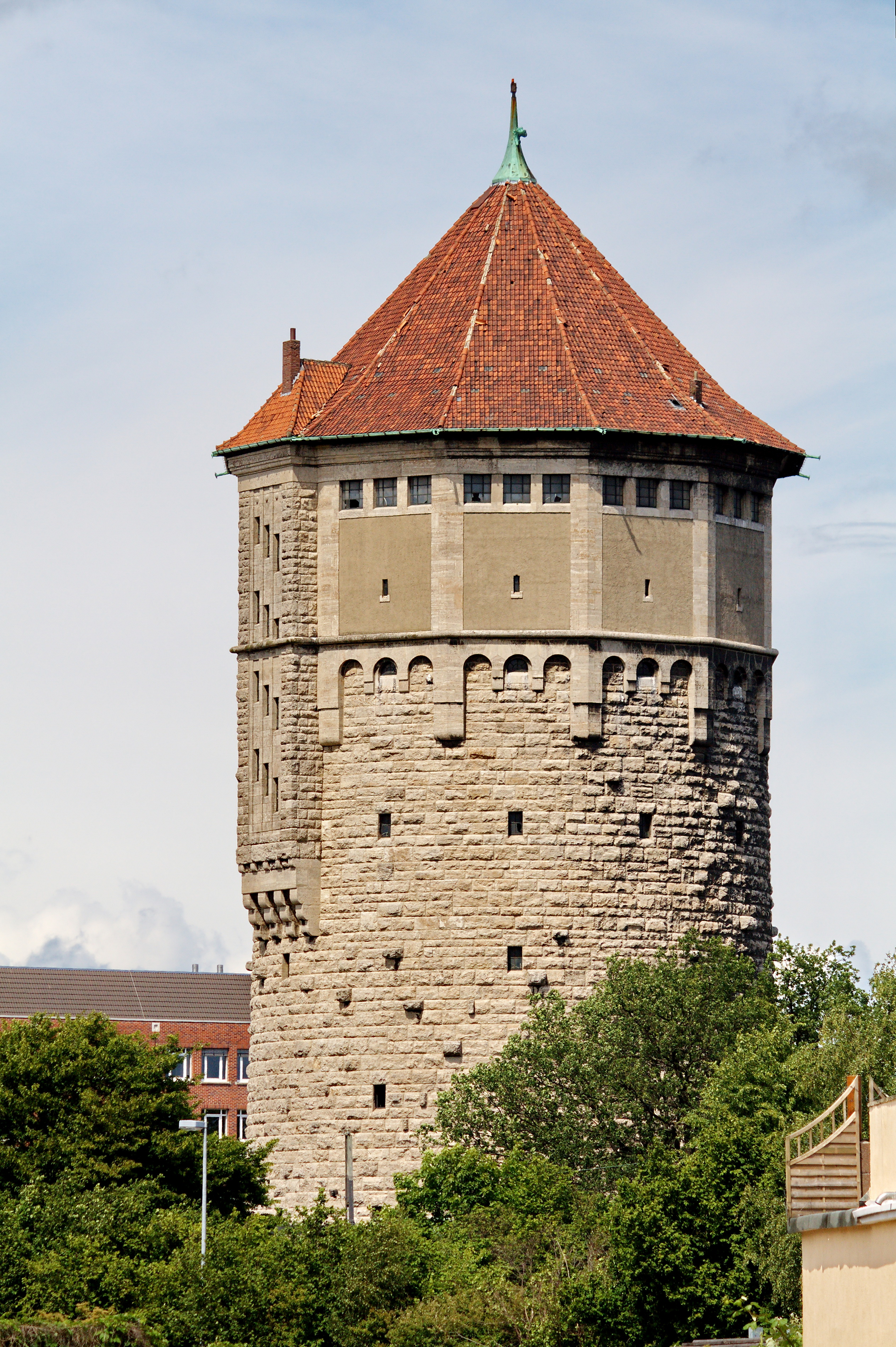
Wasserturm Hannover im Stadtteil Brink-Hafen

Der Wasserturm Hannover ist ein 62 m hoher und denkmalgeschützter ehemaliger Wasserturm in Hannover, der an der Vahrenwalder Straße im Stadtteil Brink-Hafen liegt. Bei seiner Fertigstellung 1911 galt er als der größte Wasserturm Europas.

## Geschichte
Zur Erweiterung der Wasserversorgung beschlossen am 12. November 1908 die Kollegien der Stadt Hannover einstimmig den Bau des Grundwasserwerks Elze. Für den Bau der Wassergewinnungs- und Pumpenanlagen, die Leitung zur Stadt und ein gesondertes Hochreservoir wurden insgesamt 395.000 Mark bewilligt. Ferner wurde beschlossen, für die besondere Ausgestaltung des im Stadtgebiet zu erbauenden Hochreservoirs einen Architekturwettbewerb auszuloben. Der Ausbau sollte für eine Leistung von 24.000 m³ täglich erfolgen, alle bei Bedarf leicht zu vergrößernden Bauteile sollten zunächst jedoch nur für 12.000 m³ ausgelegt werden. Auf die Ausschreibung ging das günstigste Angebot von einer Berliner Firma ein.

### Baugeschichte

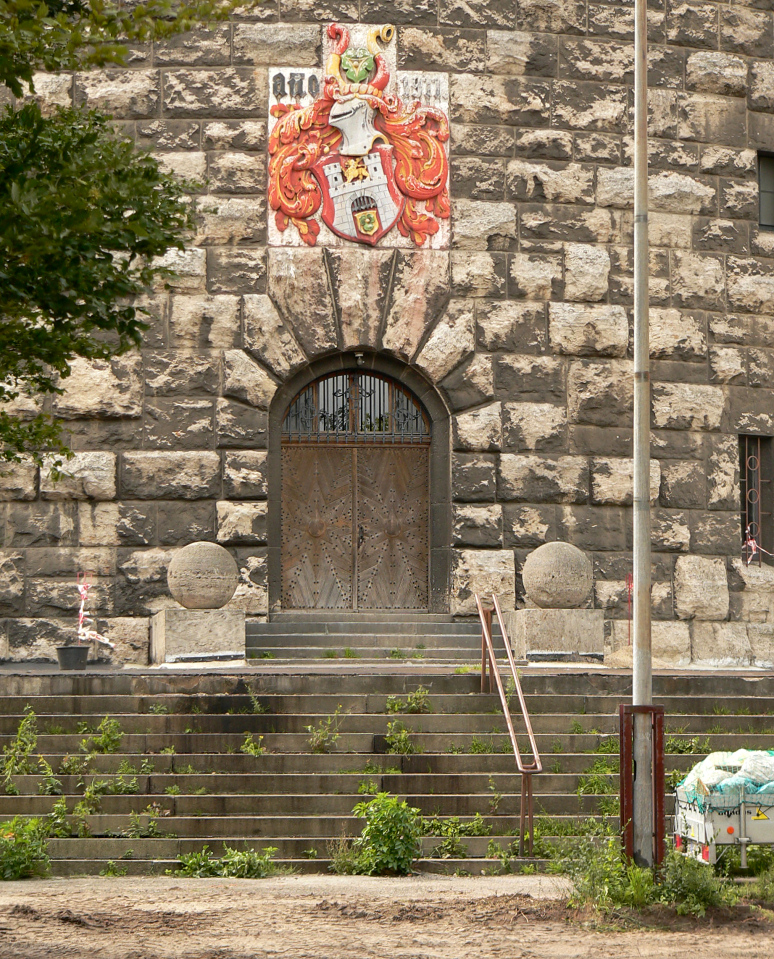
Eingang zum Turm

Bei dem Beschluss zum Bau eines Hochwasserreservoirs im Norden des Stadtgebietes von Hannover wurde festgestellt, dass die Lage des geplanten Wasserturms und seine architektonische Ausführung für das ästhetische Bild der Stadt von größter Wichtigkeit seien. Die Bürgervorsteher verlangten daher ein erhebliches Mitspracherecht bei einer Entscheidung. Stadtdirektor Heinrich Tramm stimmte dem zu, und die vorgesehene Bausumme von 415.000 Mark wurde bewilligt.
Bei dem am 1. Februar 1909 ausgelobten Architekturwettbewerb zur Gestaltung des Turms waren nur hannoversche Architekten zugelassen. Vorgegeben waren folgende technische Daten:
- Ausführung des Turms in Beton
- Einbau eines schmiedeeisernen Behälters von 4100 m³ Inhalt und einem Leergewicht von 160 Tonnen
- Der höchste Wasserspiegel sollte 41 m über dem Terrain liegen.

Am 24. März wählte das Preisgericht im Alten Rathaus die Entwürfe aus. Ausgeführt wurde später nicht der mit dem 1. Preis prämierte Entwurf, sondern der Zweitplatzierte mit dem Titel „Heideturm“, eingereicht vom Architekten Hermann Schaedtler. Am 24. April befanden die städtischen Kollegien, dass dieser Entwurf technisch vorzuziehen sei. Außerdem war er preiswerter als der siegreiche Entwurf, der die bewilligte Bausumme um mehr als 150.000 Mark überstiegen hätte. Daraufhin begann der Turmbau an der Stader Chaussee (heute Vahrenwalder Straße).
Der Bau verlief ebenso wie die Bauarbeiten für das Wasserwerk in Elze nicht problemlos. Am 15. April 1910 teilte die mit den Bauarbeiten beauftragte Firma von Robert Grastorf mit, dass wegen eines Arbeitskampfes die Arbeiter ausgesperrt würden und die Bauarbeiten eingestellt werden müssten. Die Firma bat zu prüfen, ob der Vertragspassus über höhere Gewalt gelten und somit eine Fristverlängerung eingeräumt werden könne.
Die mit der Herstellung des eisernen Behälters beauftragte Firma stellte für die Zeitverzögerung bei der Auslieferung eine Mehrforderung an die Stadt Hannover, für die diese wiederum die Baufirma haftbar machen wollte. Ab dem 16. Juli bat die Baufirma die Stadtverwaltung um Verständnis und bezeichnete den Arbeitskampf als Kampf des Baugewerbes gegen die Sozialdemokratie.
Trotz der Verzögerungen wurde das Wasserwerk im Frühsommer 1911 in Betrieb genommen. Mitte 1911 war der Wasserturm fertiggestellt und konnte mit einer Tageswassermenge von 17.400 m³ beansprucht werden. Durch eine gusseiserne Druckleitung von etwa 21 km Länge mit einem Durchmesser von 70 cm floss das Wasser zum Wasserturm an der Stader Chaussee. Parallel zur Leitung verlief ein Kabel für einen elektrischen Wasserstandsanzeiger und eine Telefonanlage.

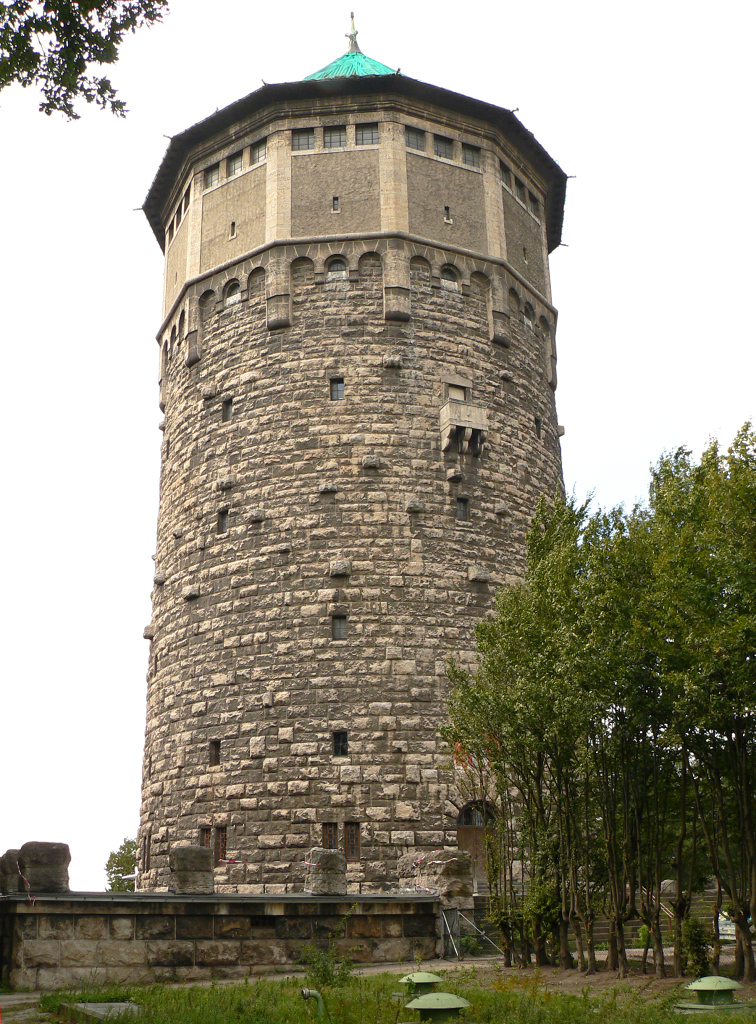
Wasserturm
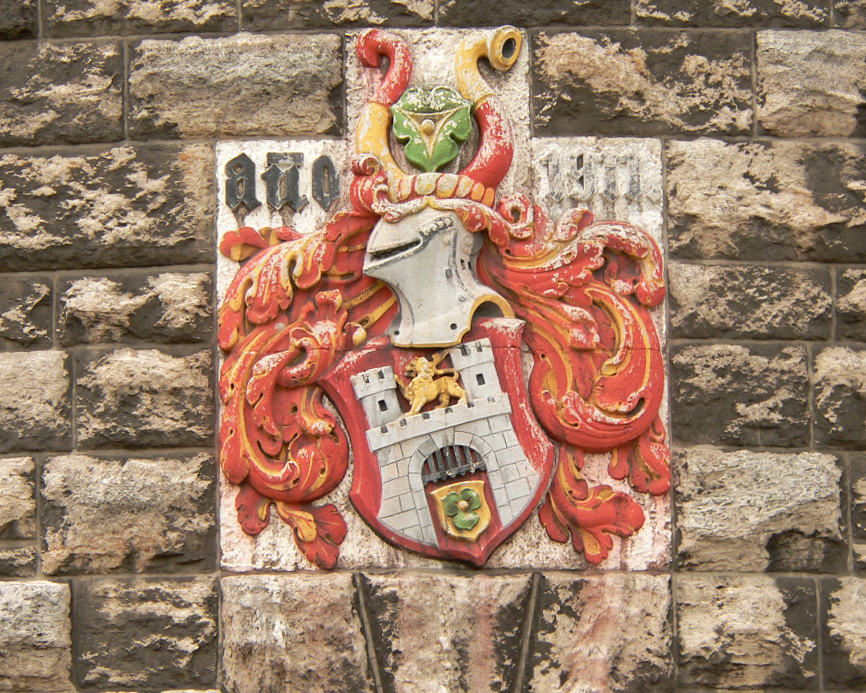
Wappendarstellung am Turm
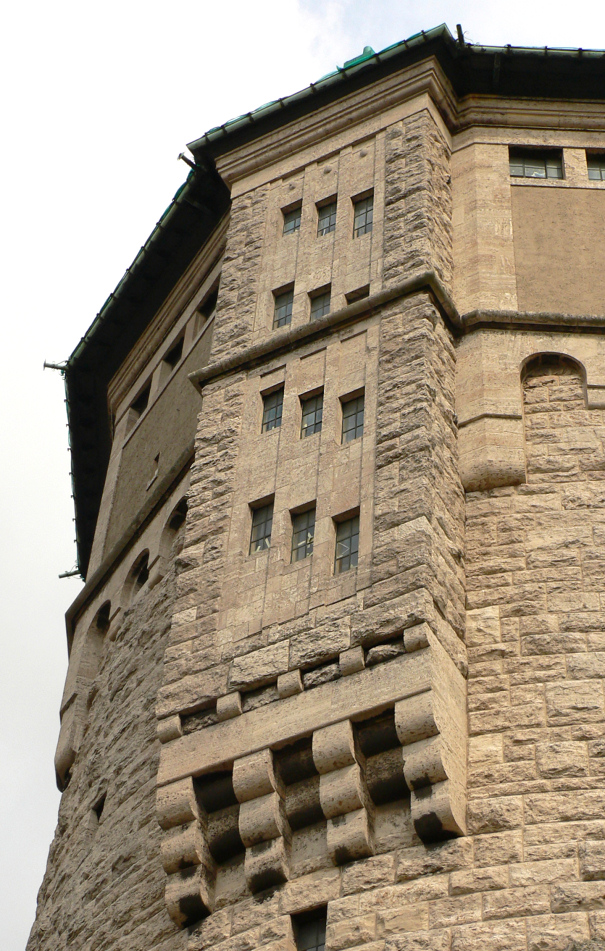
Vorsprung im Stile eines Wehrerkers
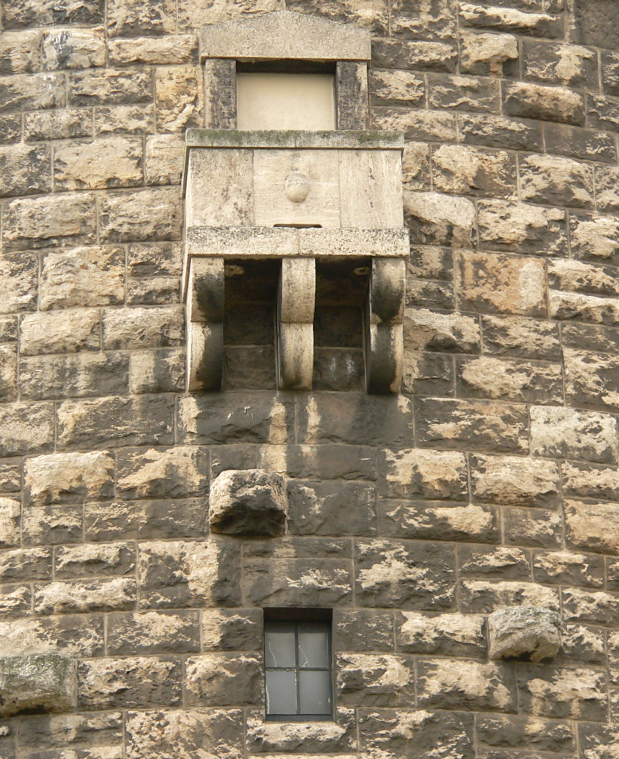
Balkonvorsprung im Stile einer Pechnase
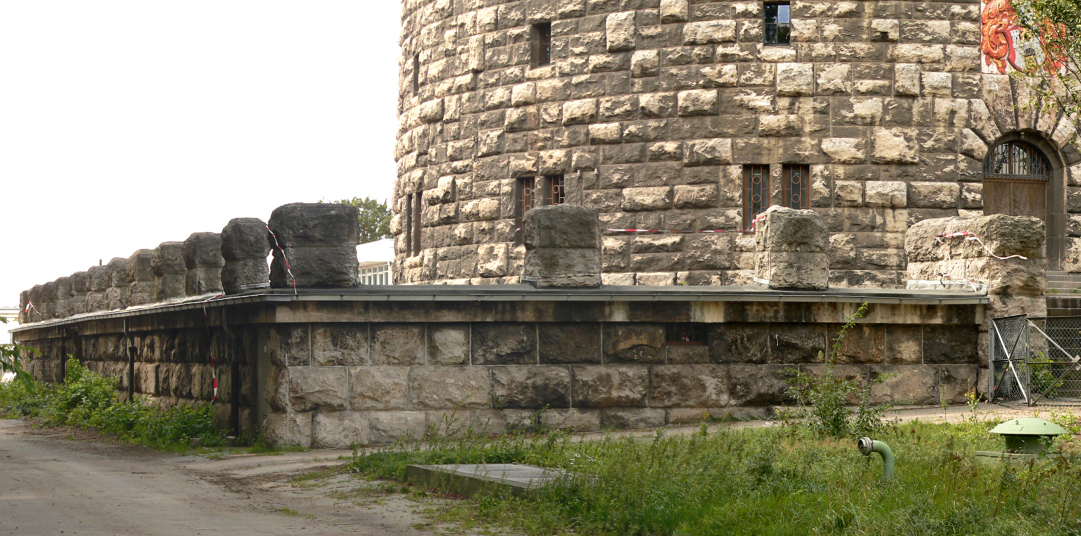
Steinernes Plateau

Der auf hannoverschem Gemeindegebiet stehende Wasserturm mit der Straßenbahnhaltestelle Wasserturm war das letzte Gebäude unmittelbar an der Stadtgrenze zu Langenhagen. Nordwestlich dahinter erstreckte sich das damalige Langenhagener Gewerbe- und Industriegebiet Wiesenau mit den unmittelbar angrenzenden Draht- und Kabelwerken Hackethal.

### Baudetails
Der Wasserturm ist als Rundturm ausgeführt und weist äußerlich den Charakter eines mittelalterlichen Wehrturms auf. Die Fenster wirken schießschartenähnlich und das Obergeschoss ist wehrgangähnlich ausgeführt. Die Verblendung besteht aus blaugrauem unregelmäßigem Buckelmauerwerk aus Kalksandstein, der aus Steinbrüchen bei Ochsenfurt am Main stammt.
Nach einer Veröffentlichung aus dem Jahr 1911 hatte der Wasserturm Hannover den größten Nutzinhalt eines Wasserturms innerhalb von Europa. Die Wasserkammer (Intze-Behälter) aus genieteten Stahlblechen hatte 20 m Durchmesser und wies eine Höhe von 16 m auf. Sie fasste 4.100 Tonnen Wasser. Der Wasserbehälter ruhte auf über 140 Stützen aus Gussstahl auf einem Betonzylinder. Das Fundament des Betonzylinders wurde auf 132 Betonpfählen gegründet. Jeder einzelne musste rund 48.000 kg Last aufnehmen können. Das Einlaufrohr war als vertikal bewegliches Schwimmerrohr ausgebildet (minimale Höhe über Sohle 4 m), um ein Einlaufen des Wassers in der jeweiligen Wasserspielhöhe zu gewährleisten. Das Ablaufrohr befand sich an der Sohle. Die Kammer war mit einer Eisenblechdecke luftdicht abgedeckt. Von der notwendigen Be- und Entlüftung ist nichts bekannt. Eine Überlaufleitung war nicht vorhanden. Der Behälter mit seinem Unterbau wird durch einen architektonisch ausgebildeten, massiven Umbau von 24 m Weite und 46 m Höhe umschlossen, der nach dem Entwurf des Architekten Hermann Schaedtler ausgeführt ist.
Der Behälter erfüllte seine Aufgabe bis zum Jahr 1930 störungsfrei. In diesem Jahr wurde das Wasserwerk Berkhof in Betrieb genommen, was mit höherem Druck ins Netz einspeisen konnte. Um den Behälter wenigstens für Druckschwankungen einsetzen zu können, wurde der Zulauf nach oben verlängert. Während des Zweiten Weltkrieges wurde der Behälter zu Feuerlöschzwecken gefüllt gelassen. Bei den Luftangriffen auf Hannover beschädigte 1944 ein Bombentreffer das Dach und den Behälter, so dass sich der Wasserinhalt in die Umgebung ergoss. Nach dem Krieg wurde der Wasserturm notdürftig repariert und als Standrohr der Elzer Leitung benutzt. Mitte der 1950er Jahre wurde der Turm einschließlich Dach grundlegend saniert und repariert.

## Nutzung
1963 wurde der Wasserturm endgültig stillgelegt. Nachdem die Baulichkeiten langjährig ungenutzt leer standen, wurden sie 2009 für 990.000 Euro zum Verkauf angeboten. Nach dem Verkauf wurde Anfang 2011 ein Nutzungskonzept des neuen Nutzers in Form der Wasserturm Event GmbH bekannt. In enger Zusammenarbeit mit dem Denkmalschutz entstand ein Konzept, das die historische Bausubstanz und den industriellen Charakter des über 100 Jahre alten Bauwerks erhält. Auch sollte eine Besichtigung des Wasserturms durch Führungen möglich sein.
Von 2011 bis 2017 wurde der Turm von der Wasserturm Event GmbH als Kultur und Veranstaltungszentrum genutzt:
- Ebene 1: Im unteren Bereich kann die ehemalige Industriehalle des Wasserturms für Messen, Ausstellungen und verschiedene Events im Bereich Kultur und Freizeit mit bis zu 2.200 Personen genutzt werden.
- Ebene 2: Über eine im inneren Kern neu installierte Wendeltreppe, die vom Untergeschoss in den Lounge Bereich führt, ist ein Bereich für bis zu 500 Personen vorgesehen. Der Raum soll eine 18 m hohe Decke und rot verklinkerte Wände aufweisen.
- Ebene 3: Auf einem rund 1.800 m² großen und steinernen Plateau rund um den Turm ist zu Sommerzeiten ein Biergarten mit nahezu 800 Sitzgelegenheiten geöffnet.
- Büroetage mit Büroräumen für den Backstage-Bereich, eine Verlagsgesellschaft, Personal und Aufenthaltsraum.
- Freifläche: Unterhalb des Turms auf dem Boden gibt es eine rund 3.200 m² große Freifläche für Konzerte, Outdoor-Events, Kinderfeste, Parkplatz usw.
- April 2017 Liquidation der Wasserturm Event GmbH

Der Wasserturm ist inzwischen in der Immobilienliste der Baum Unternehmensgruppe aufgeführt (Stand: November 2020).
Seit 2020 hat der RideSharing Anbieter MOIA in Hannover seinen Sitz und seinen Betriebshof auf dem Gelände des Wasserturms.